# Erwin Bernhard

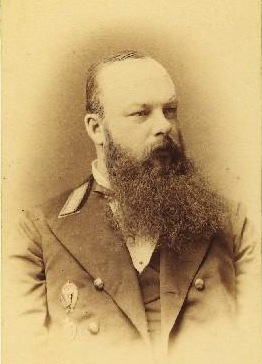
Bernhardt von Erwin, um 1895

Erwin Rudolfowitsch Bernhard (russisch Эрвин Рудольфович Бернгард; * 15. Januarjul. / 27. Januar 1852greg. in St. Petersburg; † 25. Apriljul. / 8. Mai 1914greg. in Reval) war ein deutschbaltischer Architekt.

## Leben
Bernhard, Sohn des Architekten Rudolf von Bernhard, besuchte in St. Petersburg das private Wiedemann-Gymnasium und studierte dann 1868–1874 an der St. Petersburger Bauhochschule mit Abschluss als Architekt-Assistent. Nach dem Studium wurde er als Juniorbauingenieur nach Estland geschickt, um in der Verwaltung des Gouvernements Estland zu arbeiten.
1874–1882 baute Bernhard Kirchen in verschiedenen Dörfern und auf der Insel Worms. Auch war er an der Restaurierung der Revaler Stadtbefestigung beteiligt. 1877 wurde er mit seinem Projekt für den Bau eines Gasbehälters zum Architekt-Ingenieur befördert. 1878 wurde er Mitglied der St. Petersburger Architektengesellschaft. 1884 wurde er Architekt des Stadttheaters, der Städtischen Kreditgesellschaft und der Versicherungsgesellschaft in Reval. 1887–1889 baute er mit K. Nyman in Klein-Lechtigall die orthodoxe Geburt-der-Gottesmutter-Kirche (Jumalaema Sündimise kirik). Es folgte 1888–1889 die orthodoxe Kirche in Marienland. Für Elisabeth von Schilling baute er 1888–1890 das Kolu-Herrenhaus (Kreis Järva). Die Lambertus-Kirche in Haggers entstand 1891–1892 und wurde vom estnischen Generalsuperintendenten Magnus Heinrich Ferdinand Hörschelmann geweiht. 1893–1895 baute Bernhard die Michaelskirche in Jörden neugotisch um. 1897–1898 erstellte er die Spitze der Revaler Nikolaikirche. 1906 wurde Bernhard zum Staatsrat (5. Rangklasse) ernannt. 1908 ging er in den Ruhestand.
Bernhards Brüder Wilhelm und Richard (1864–1929) waren ebenfalls Architekten.

## Werke

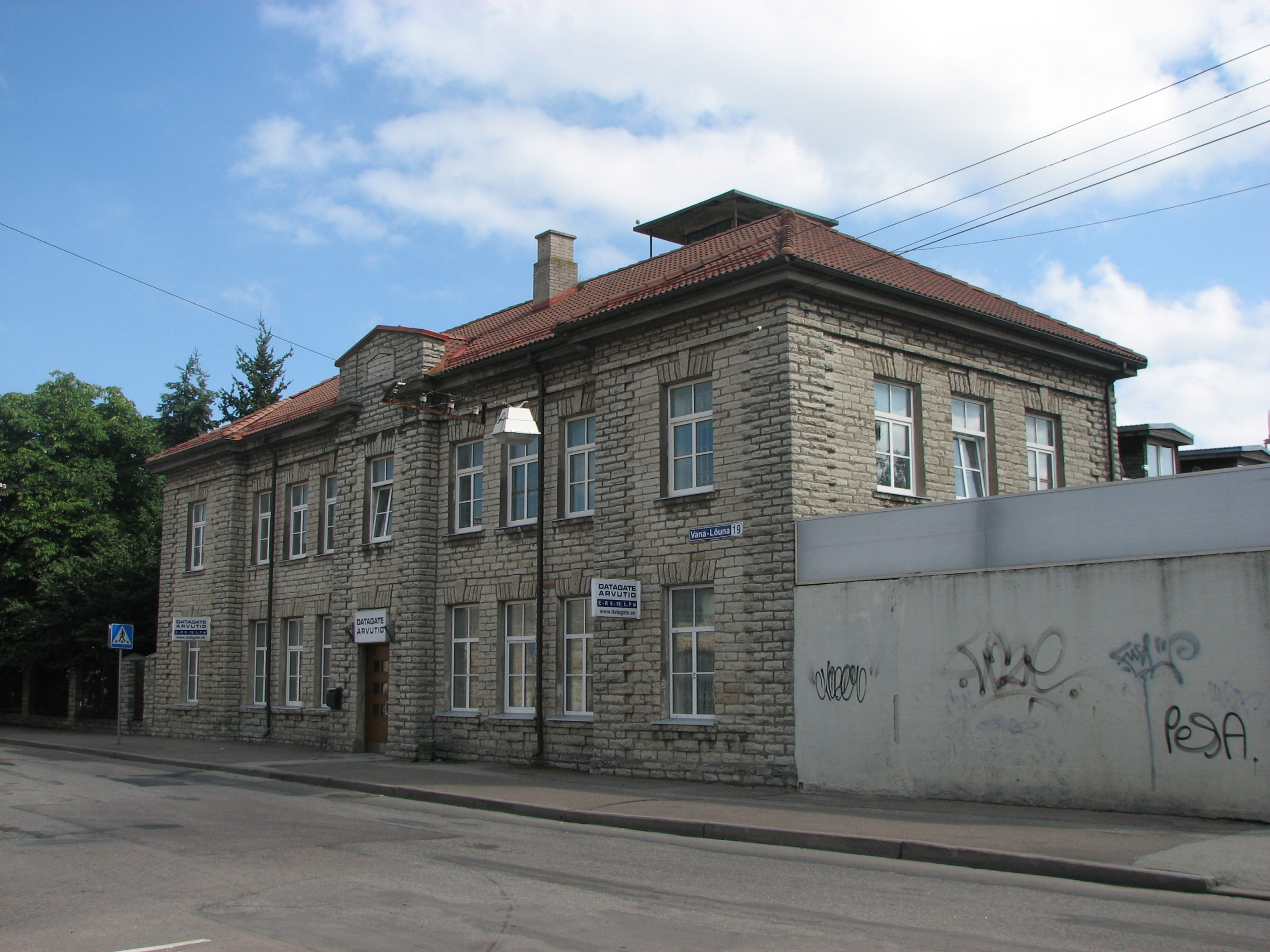
A.-M.-Luther-Möbelfabrik, Vana-Lõuna 19, Reval (1883)
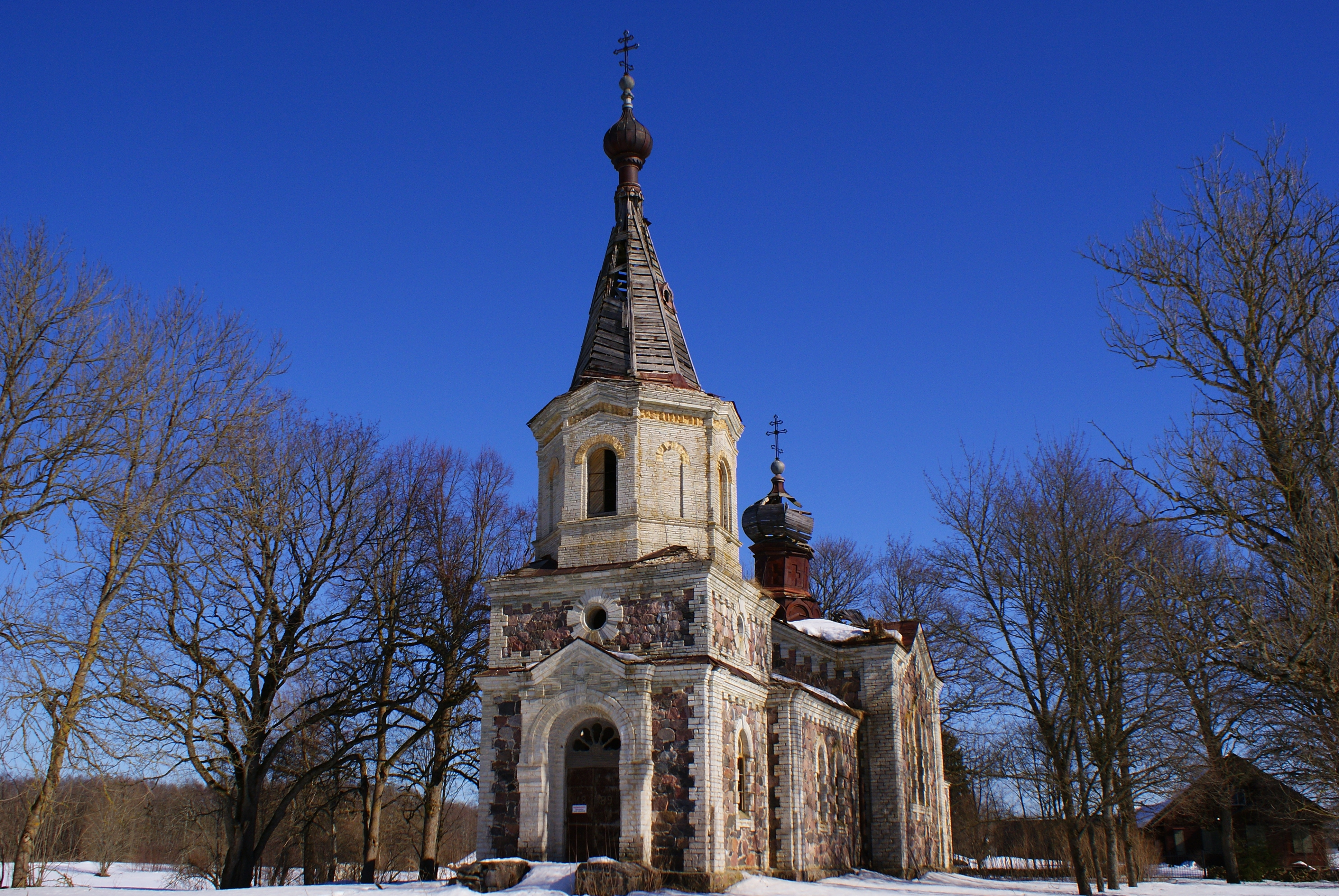
Orthodoxe Geburt-der-Gottesmutter-Kirche, Klein-Lechtigall
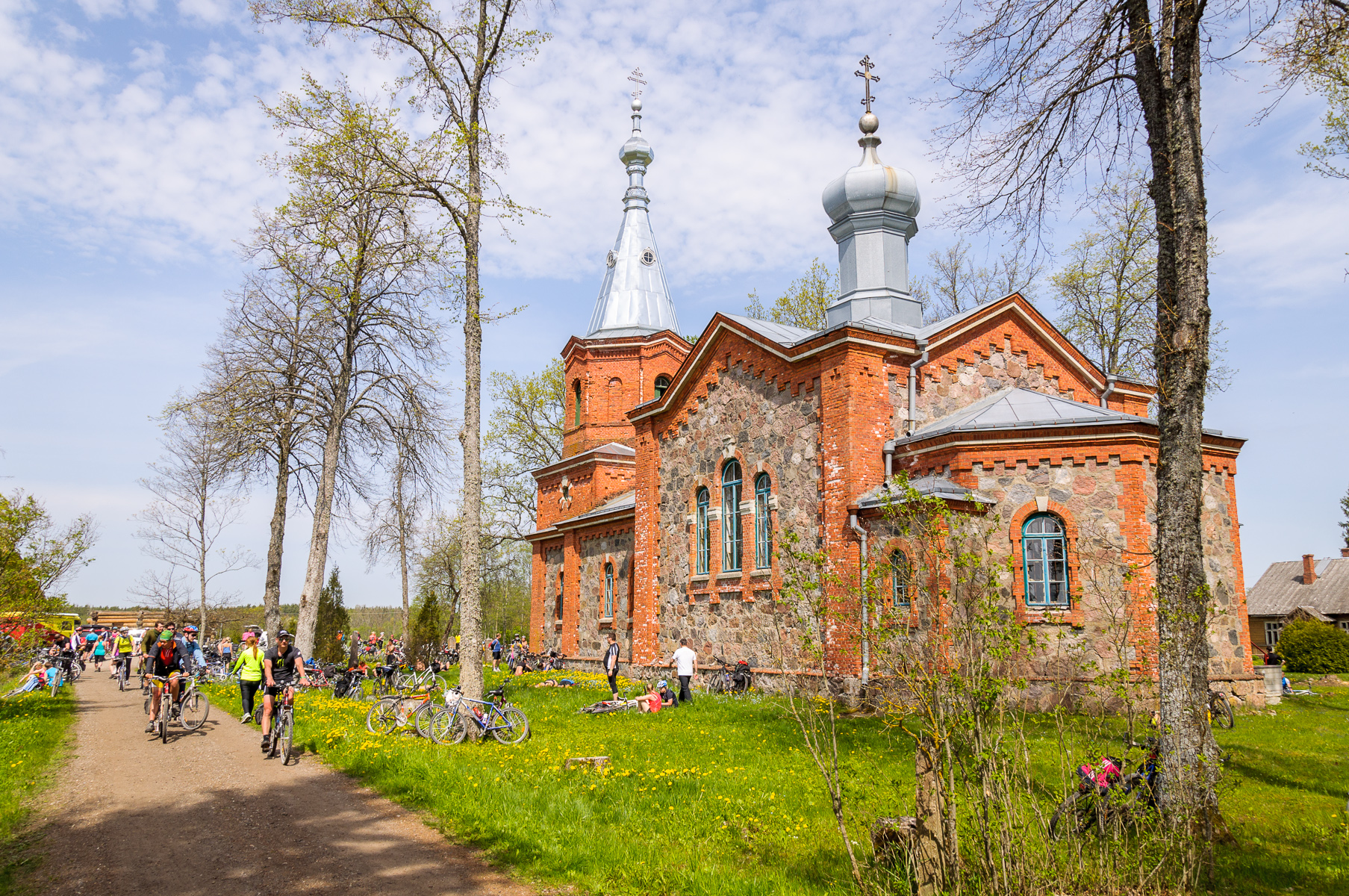
Orthodoxe Kirche in Felx
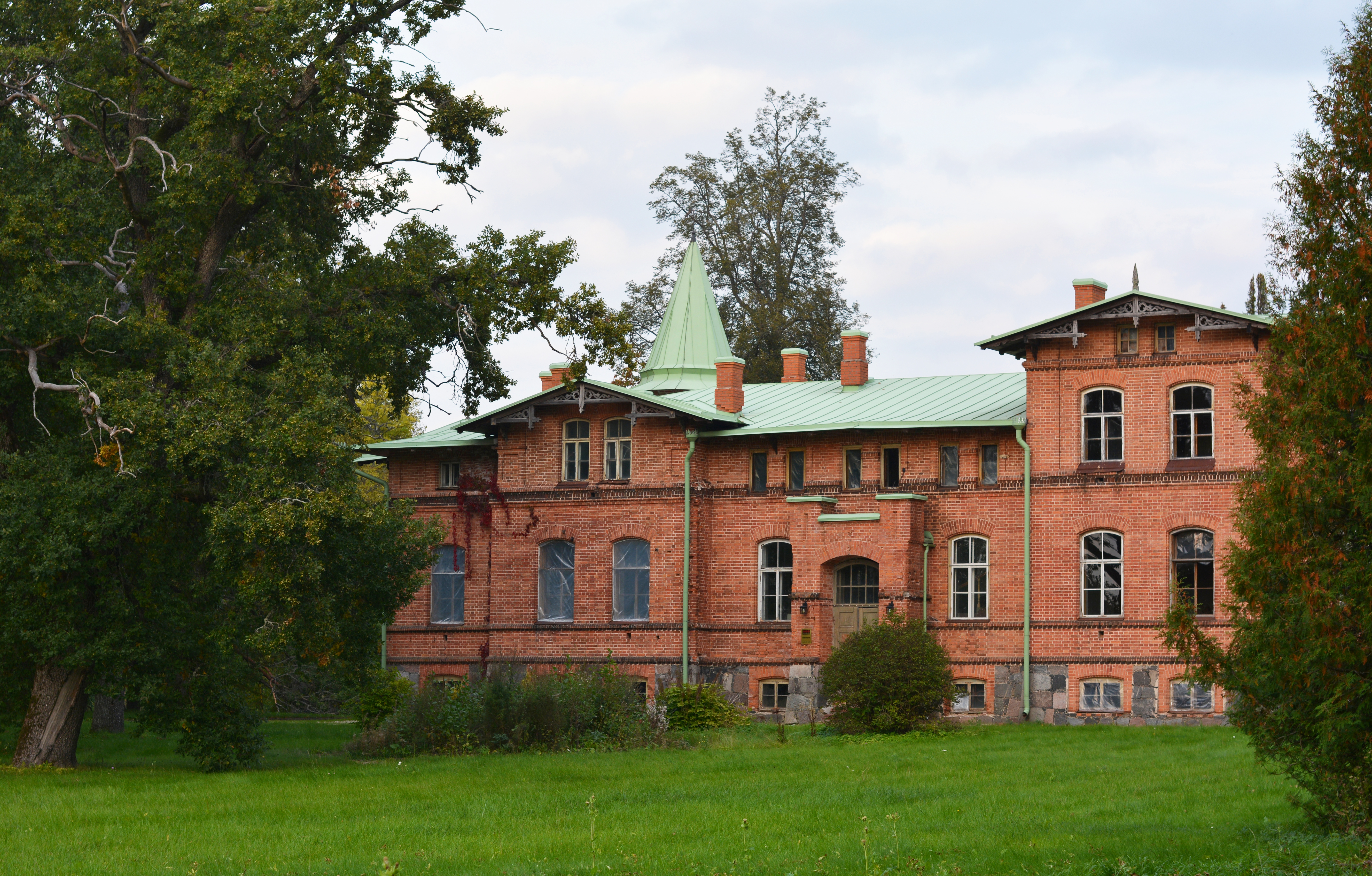
Kola-Herrenhaus
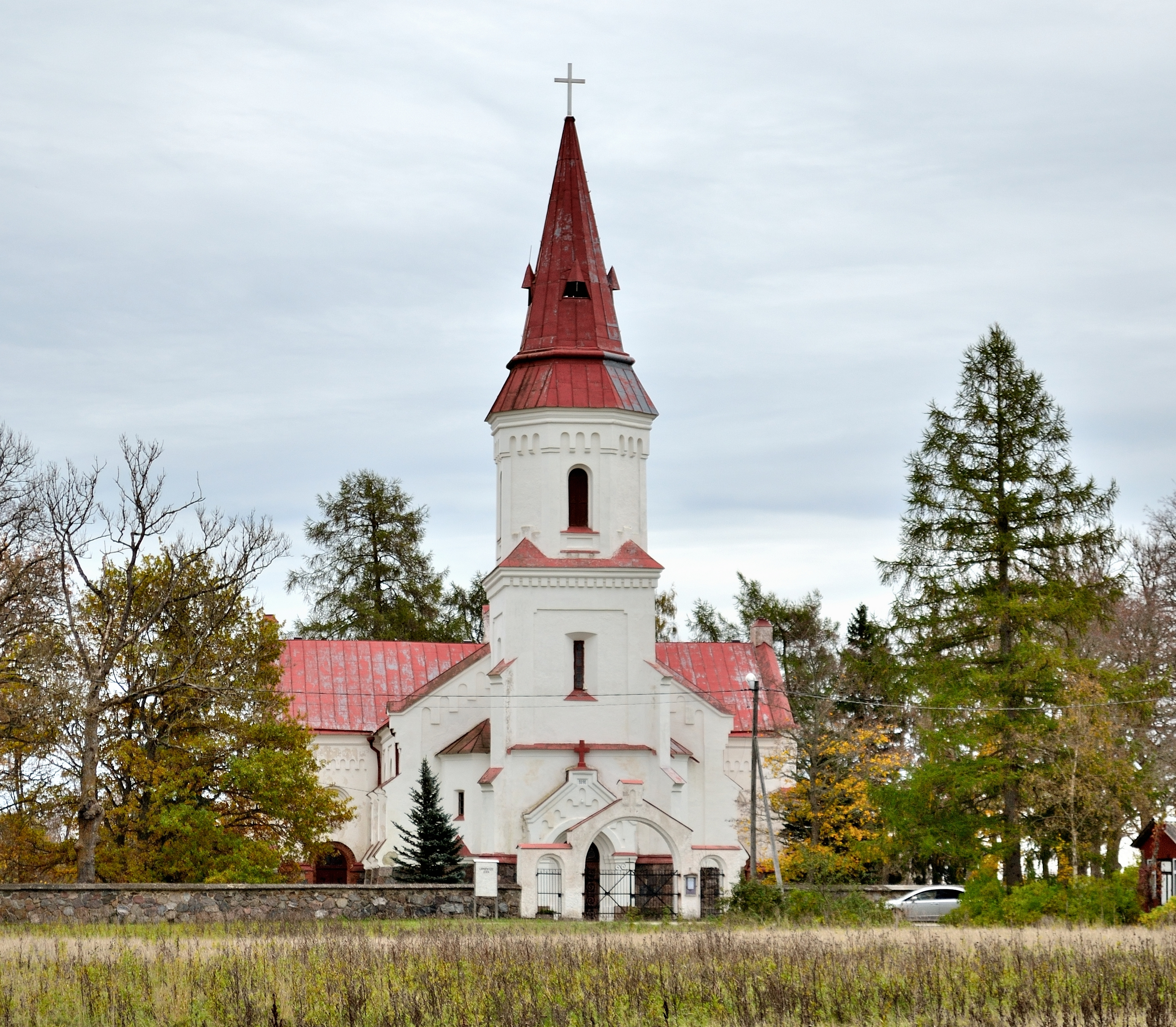
Lambertuskirche, Haggers
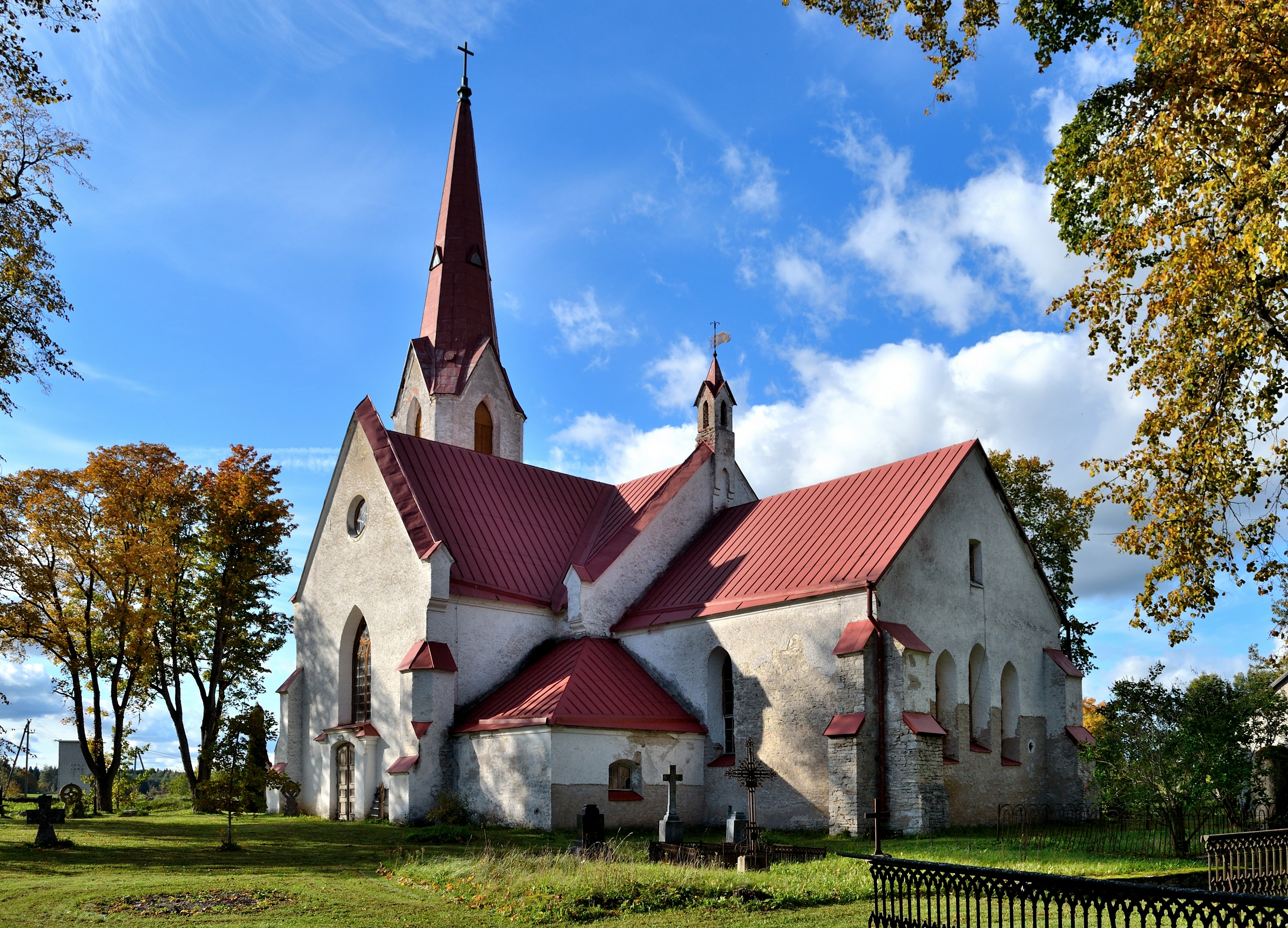
Michaelskirche, Jörden
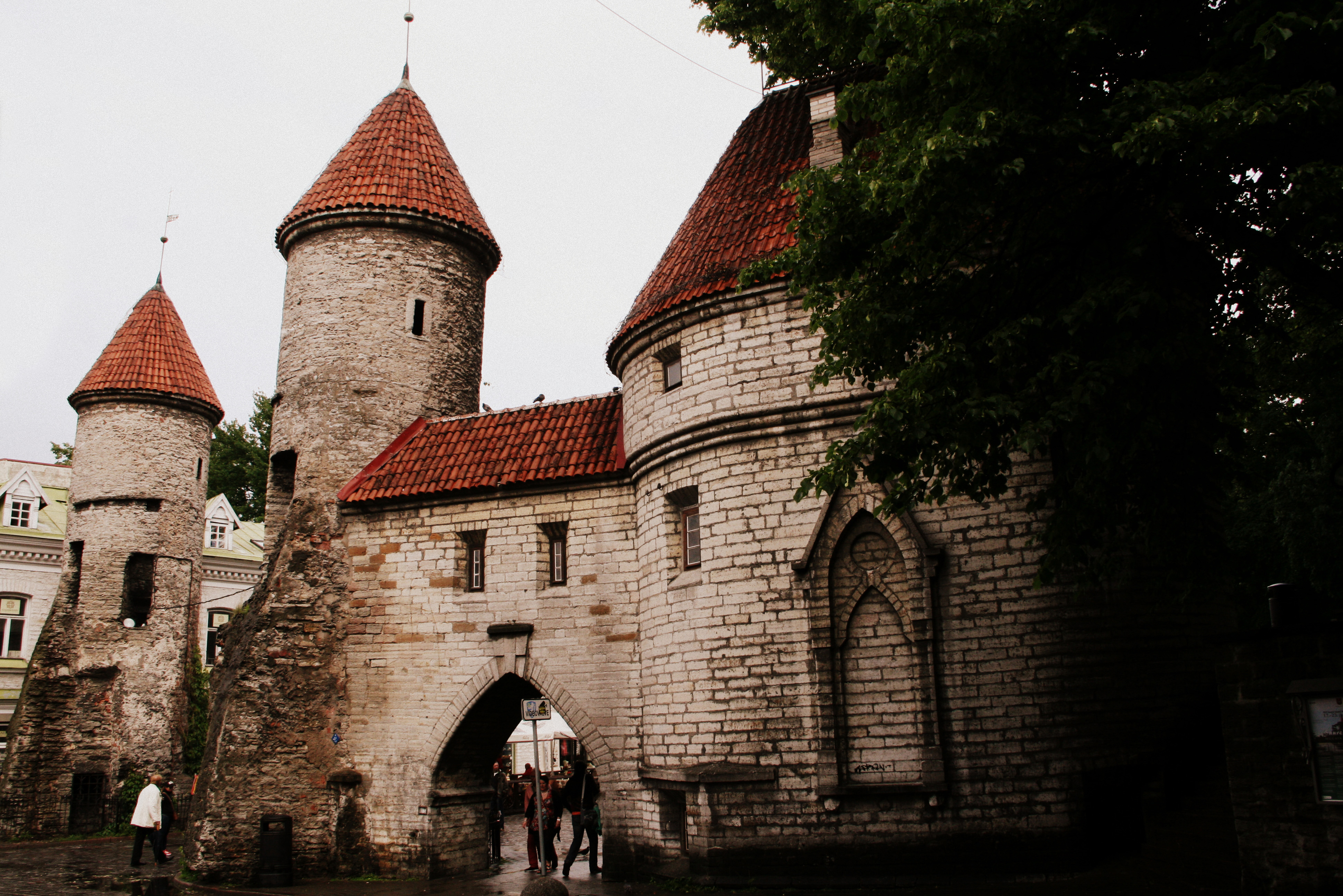
Lehmpforte (Viru värav), Reval (1898)
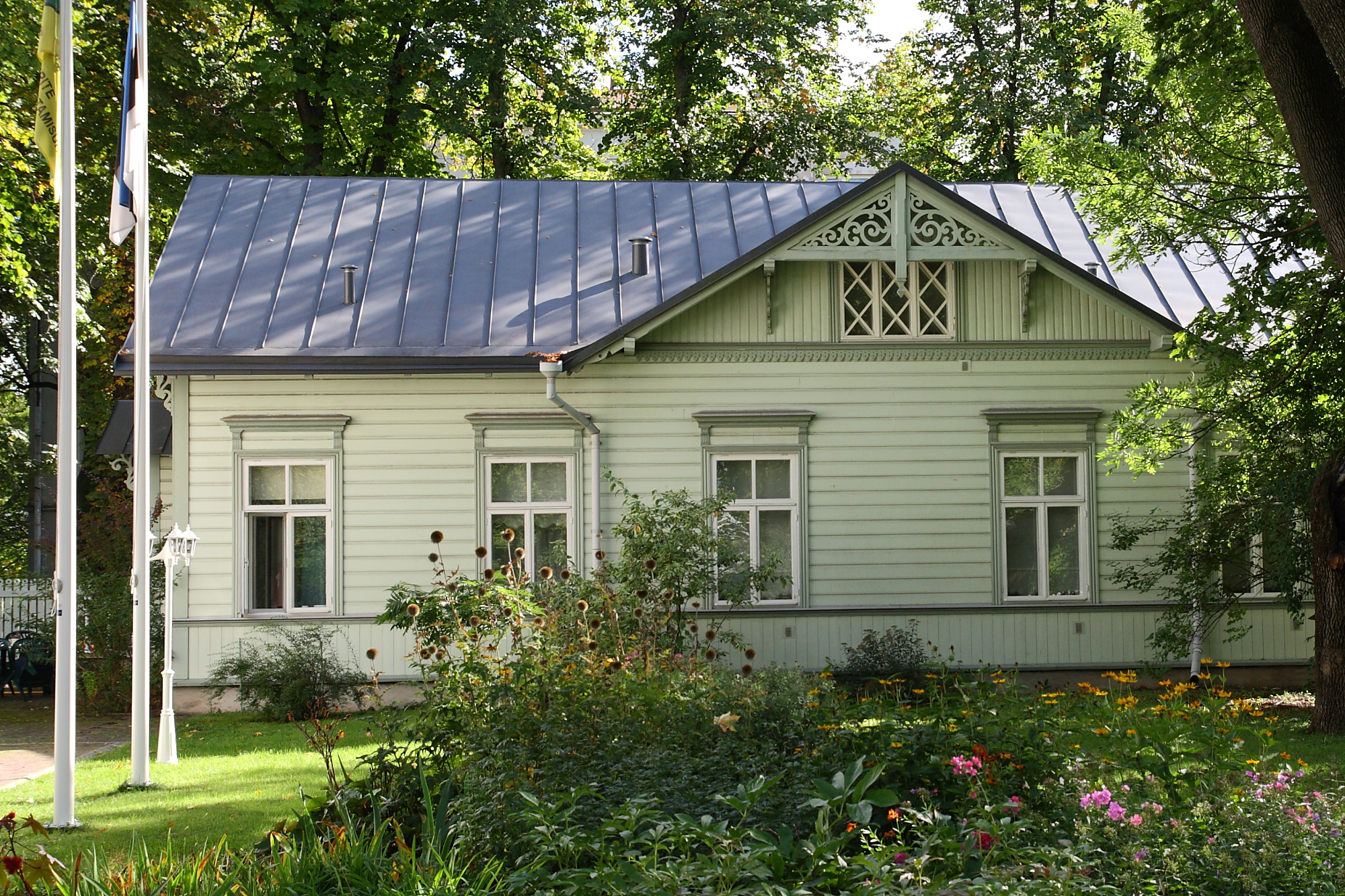
Haus J.-Poska-Straße 15, Reval (1903)
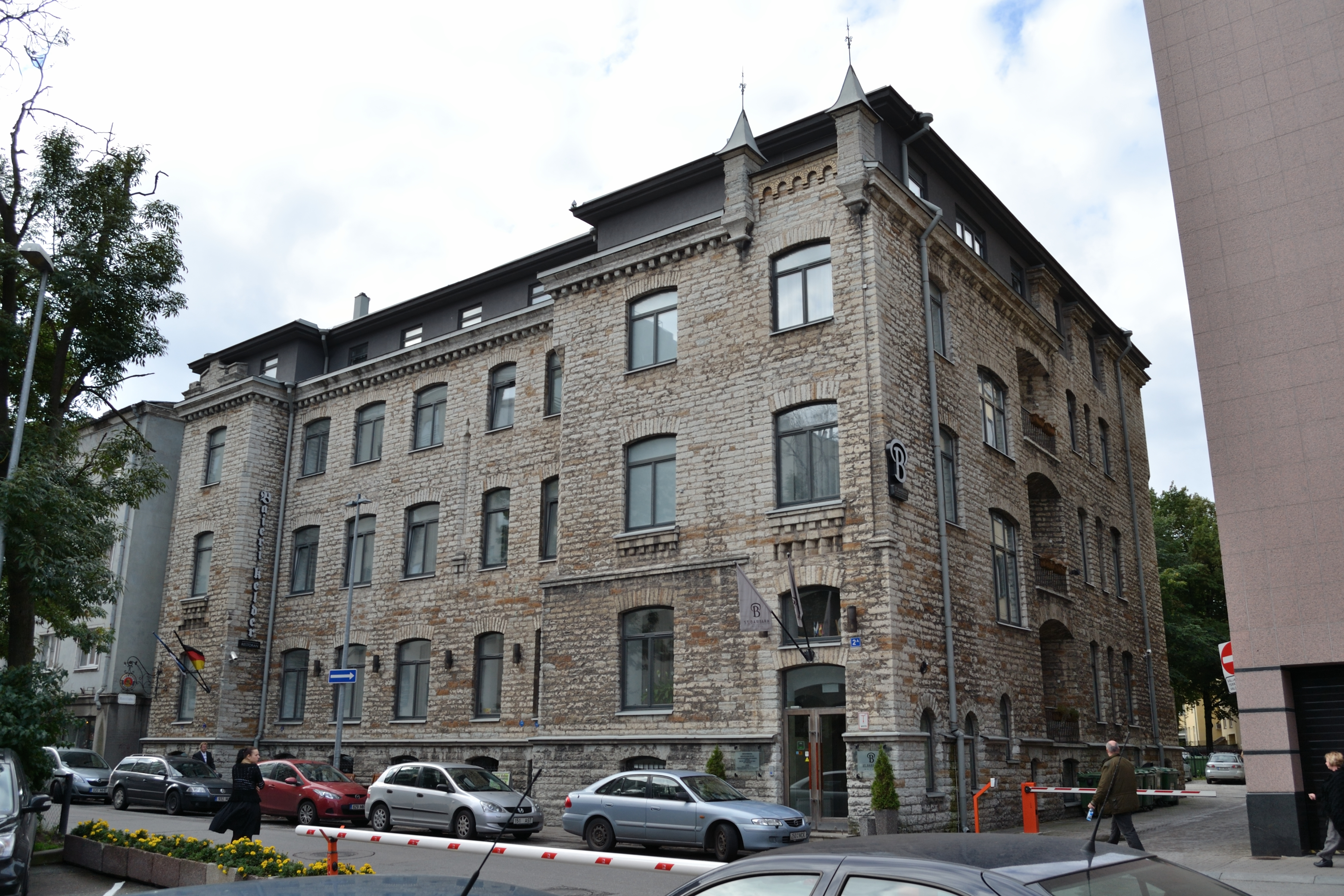
Otto-Greiffenhagen-Krankenhaus, Roosikrantsi-Straße 2A, Reval (1904)